# 康宝育
康 宝育（カン・ボユク、朝鮮語: 강보육）は、高麗の初代王王建の母方の高祖父である。またの名を損乎述（ソンホスル）。

## 概略
中国陝西省京兆郡出身の康叔の次男の67代子孫の康虎景の息子が康忠であり、康忠は、伊帝健と康宝育を授かる。康宝育は姪の徳周を娶り娘の康辰義をもうけ、その康辰義と中国人とのあいだに生まれたのが王帝建である。王帝建の父の中国人は中国唐の皇族で、『編年通録』と『高麗史節要』では粛宗、『編年綱目』では宣宗である。父の中国人が新羅に来た時に、康宝育の娘の康辰義との間に王帝建は生まれた。王帝建は、父を探しに唐に行くため黄海を渡河していた途上、西海龍王の娘の龍女（後の元昌王后）と出会い、王帝建は、西海龍王の娘の龍女（後の元昌王后）の駙馬となる。『聖源録』によると、西海龍王の娘の龍女（後の元昌王后）というのは、中国平州出身の頭恩坫角干の娘のことである。そして王帝建と西海龍王の娘の龍女（後の元昌王后）との間に息子の王隆が生まれる。その王隆の息子が高麗の初代王王建である。
八幡和郎は、「宝育は兄の娘の徳周を娶って娘の辰義をもうけましたが、辰義は素性の知れない中国人の商人と結ばれて作帝建（懿祖）を産みました」「父方の系譜において中国人の血を引く人物であることはたしかです」と述べている。

## 家族
- 父：康忠[2]
- 妻：徳周[2]
- 子：康辰義[2]